# Vacuna de Valneva contra la COVID-19
La vacuna Valneva COVID-19 es una vacuna COVID-19 desarrollada por la empresa biotecnológica francesa Valneva SE en colaboración con la empresa biofarmacéutica estadounidense Dynavax Technologies.
En abril de 2022, la Agencia Reguladora de Medicamentos y Productos Sanitarios (MHRA) del Reino Unido aprobó la vacuna, siendo la primera en el mundo en hacerlo.  Fue aprobadao para uso médico en la Unión Europea en junio de 2022.

## Tecnología
Es una vacuna de virus inactivado completo,  crecido en cultivo utilizando la línea celular Vero e inactivado con BPL. También contiene dos adyuvantes: alumbre y CpG 1018. Utiliza la misma tecnología de fabricación que la vacuna Ixiaro de Valneva para la encefalitis japonesa.

## Historia

### Ensayos clínicos
La vacuna COVID-19 de Valneva completó el ensayo de fase I/II con 153 participantes en el Reino Unido. Los ensayos contaron con el apoyo del Instituto Nacional de Investigación Sanitaria del Reino Unido y de cuatro universidades británicas.
En abril de 2021, la vacuna COVID-19 de Valneva comenzó los ensayos de fase III con aproximadamente 4.000 participantes. En agosto de 2021, se eligió Nueva Zelanda para ensayar con 300 voluntarios adultos, debido al bajo número de casos y a la lentitud de la implantación de la vacuna. Los resultados positivos de los ensayos de fase III se comunicaron en octubre de 2021.

## Sociedad y cultura

### Estatus legal
Reino Unido
En abril de 2022, la Agencia Reguladora de Medicamentos y Productos Sanitarios (MHRA) del Reino Unido aprobó la vacuna Valneva COVID-19.
Emiratos Árabes Unidos
En mayo de 2022, la empresa anunció que los Emiratos Árabes Unidos (EAU) concedieron la autorización de uso de emergencia a la vacuna Valneva COVID-19.
Unión Europea
En mayo de 2022, el regulador de medicamentos de la Unión Europea, la Agencia Europea de Medicamentos (EMA), aceptó la presentación de Valneva de una autorización de comercialización para la vacuna Valneva COVID-19.
En junio de 2022, la EMA anunció que propondría autorizar la Vacuna COVID-19 (inactivada, adyuvada) Valneva en la UE, principalmente para la vacunación de personas de 18 a 50 años.

### Economía
En septiembre de 2020, Valneva llegó a un acuerdo con Dynavax para ayudar a fabricar hasta 100 millones de dosis de vacunas en 2021 en sus instalaciones de Livingston, Escocia, y para proporcionar hasta 190 millones de dosis durante un período de 5 años al gobierno del Reino Unido. Debido al apoyo del gobierno, Valneva avanzó inmediatamente en los ensayos de fase III y desarrolló la capacidad de producción antes de la evaluación completa del ensayo de fase I/II, en lugar del enfoque secuencial tradicional más lento que tiene un menor riesgo financiero.
En septiembre de 2021, Valneva anunció que el gobierno del Reino Unido había cancelado el pedido de vacunas.  El motivo de la cancelación no se dio oficialmente, pero parece estar relacionado con las dificultades para obtener los materiales para su fabricación debido al Brexit y no a la calidad de la vacuna.
En noviembre de 2021, la Comisión Europea aprobó un contrato con Valneva que ofrece la posibilidad de adquirir casi 27 millones de dosis de su vacuna en 2022. Esto también incluye la posibilidad de adaptar la vacuna a nuevas variantes, así como el pedido de otros 33 millones de dosis de vacunas en 2023.
La vacuna COVID-19 de Valneva recibió la autorización de comercialización en la Unión Europea tras una notificación de la EMA el 23 de junio de 2022. El regulador de medicamentos de la UE ha recomendado la vacuna principalmente para la vacunación de personas de 18 a 50 años.